# Ludmila Brožová-Polednová
Ludmila Brožová-Polednová, nata Ludmila Biedermannová (Praga, 20 dicembre 1921 – Praga, 15 gennaio 2015), è stata un magistrato cecoslovacco.

## Biografia
Nata in una famiglia della classe operaia, dopo la seconda guerra mondiale lavorò come dattilografa per il Partito Comunista di Cecoslovacchia e in seguito ebbe l'opportunità di studiare presso la "Scuola di legge dei lavoratori", istituita dai comunisti con l'obiettivo di creare una nuova generazione di avvocati e giudici filo-sovietici. Brožová-Polednová era una buona candidata data la sua estrazione sociale e l'entusiasmo che dimostrava per il nuovo regime. Conseguì la laurea nel novembre del 1949 e subito dopo iniziò la sua carriera nella magistratura: il suo primo caso importante fu quello inerente a Josef Toufar, un prete che affermava di aver compiuto un miracolo: Brožová-Polednová venne impiegata come assistente del pubblico ministero ma il processo non si concluse perché il prelato, durante un interrogatorio, fu torturato e morì.
Divenne famosa perché, tra il 31 maggio ed l'8 giugno 1950, rappresentò la pubblica accusa nel processo che vide imputati Milada Horáková ed altri undici esponenti dell'anticomunismo cecoslovacco. Operò con severità e fu particolarmente dura nel confronti della Horáková, per la quale chiese non solo la pena di morte per impiccagione ma anche che essa avvenisse con lentezza, per soffocamento, in modo tale da far soffrire maggiormente la condannata. Oltre che per la sua fedeltà al governo, Ludmila Brožová-Polednová venne scelta nel delicato ruolo di pubblico ministero - nonostante la sua giovane età - perché era una donna: Horáková era una nota femminista e il regime pensava che una pena di morte inflitta da un uomo le avrebbe procurato molte simpatie.
Dei dodici imputati quattro furono condannati a morte (Milada Horáková, l'ufficiale Jan Buchal, il giornalista Záviš Kalandra e l'imprenditore minerario Oldřich Pecl), quattro all'ergastolo e quattro a pene detentive che andavano dai 15 ai 28 anni di galera; al momento della rivoluzione di velluto, solo due tra essi erano ancora in vita. Dopo l'esecuzione delle pene capitali Brožová-Polednová si trasferì a Plzeň dove lavorò nell'ufficio del procuratore della città fino alla metà degli anni Settanta, periodo in cui andò in pensione. La sua "celebrità" sembrava finita, ma la caduta del muro di Berlino condusse ad un atteggiamento di ostilità nei confronti della burocrazia del regime comunista.
Con riferimento al ruolo da lei giocato nel celebre processo a Milada Horáková, il 2 novembre 2007 è stata condannata ad otto anni di prigione per partecipazione ad un quadruplo assassinio; per motivi di salute l'anziana procuratrice, ormai ottantaseienne, sembrava poter evitare la prigione, ma a sorpresa venne condotta in carcere il 19 marzo 2009: secondo alcune fonti neutrali, anche il caso giudiziario che l'ha riguardata può essere considerato un processo farsa, simile a quello che lei stessa aveva compiuto. Nell'aprile del 2010 la sua condanna fu ridotta a tre anni di carcere e nella Repubblica Ceca si discuteva se una recente amnistia nei confronti dei reati politici commessi tra il 1953 e il 1990 potesse essere applicata al suo caso. La decisione comunque sarebbe stata irrilevante, dato che Václav Klaus decise di concederle la grazia presidenziale il 21 dicembre 2010 per motivi di età e di salute quando ormai le mancava poco tempo da scontare.
Successivamente la Brožová ha presentato una denuncia presso la Corte europea dei diritti dell'uomo di Strasburgo in cui affermava che non aveva ricevuto un processo equo (già in precedenza aveva asserito che la cella in cui era segregata fosse inadeguata alle sue condizioni di salute). In un'intervista del 2007 si dichiarò non-pentita del suo operato, in quanto tutte le sue azioni pubbliche erano rivolte a raggiungere l'ideale finale; tuttavia, Brožová-Polednová ammise che la domanda di grazia presentata da Winston Churchill e Albert Einstein nei confronti della più celebre condannata avrebbe potuto essere accolta.